# Le Sabreur solitaire
Pour plus de détails, voir Fiche technique et Distribution.
Le Sabreur solitaire (保鏢 Bǎo Biāo, « Agence de sécurité ») est un film hongkongais réalisé par Chang Cheh et sorti en 1969 au cinéma. 

## Synopsis
Siang Jin et Yun Piau-piau, un jeune couple de spadassins à la veille de leur mariage, voit ce dernier compromis par l'irrésistible attirance qu'éprouve la jeune femme pour le jeune épéiste à la recherche d'un emploi, éponyme du film, lui-même cependant en couple avec son cheval. 
Pendant ce temps, le Clan du Tigre Volant, un gang de hors-la-loi menés par le terrible Jiau Hong, un expert du bâton en cuivre, secondé par deux redoutables combattants surnommés « Le Fléau » et « Ombre fantôme », cherche à s'emparer d'un convoi de fonds dont la protection a été confiée à l'oncle du fiancé de Piau-piau, monsieur Yin.
Dans un décor champêtre dominé par la fameuse pagode de la Shaw Brothers et formant une toile que vient éclabousser de pourpre le sang qui gicle des plaies en dessinant un tableau morbide, l'amour et la mort entament alors une valse tragique au son des épées qui s'entrechoquent : leur étreinte mortifère, au milieu des cadavres qui s'amoncellent, finira par s'achever dans un maelström de violence orgiaque et convulsif (un thème et une imagerie typiques de l'esthétique développée par le réalisateur dans nombre de ses films).

## Fiche technique
- Titre original : 保鏢 ; Have Sword, Will Travel
- Réalisation : Chang Cheh
- Scénario : Ni Kuang
- Photographie : Kung Mu-to (Miyaki Yukio)
- Chorégraphie des combats : Tang Chia, Yuan Hsiang-jen
- Société de production : Shaw Brothers
- Pays d'origine :  Hong Kong
- Langue originale : mandarin
- Format : couleurs - 2,35:1 - mono - 35 mm
- Genre : wuxiapian, drame romantique
- Durée : 102 min
- Date de sortie : 1969

## Distribution
- Li Ching : Yun Piau-piau
- Ti Lung : Siang Jin
- David Chiang : Lo Yi
- Ching Miao : oncle Yin
- Ku Feng : Jiau Hong
- Wang Chung : Ombre fantôme